# Liste der Straßen in Oberhausen-Klosterhardt
Die Liste der Straßen in Oberhausen-Klosterhardt beschreibt das Straßensystem im Oberhausener Stadtteil Klosterhardt mit den entsprechenden historischen Bezügen.

## Überblick
In Klosterhardt leben 5790 Menschen. Der Stadtteil bildet mit Tackenberg-Ost, Rothebusch sowie einem Teil von Vonderort und Osterfeld-Heide den Postleitzahlenbezirk 46119.
Der Stadtteil wird – im Norden beginnend – im Uhrzeigersinn folgendermaßen begrenzt:
Elpenbach, Schwarzwaldstraße, Wengestraße und Gelände des RSV/GA Klosterhardt zu Tackenberg-Ost, Harkortstraße, Golfcenter Jacobi, Sport- und Spielanlage Jacobi sowie Im Fuhlenbrock zum Bottroper Stadtteil Fuhlenbrock, Teutoburger Straße zu Rothebusch und Osterfeld-Heide, Dinnendahlstraße zu Sterkrade-Mitte.
Die Straßen im manchmal als „Klosterhardt-Nord“ bezeichneten, nördlich angrenzenden Stadtteil finden sich in der Liste der Straßen in Oberhausen-Tackenberg-Ost.
In Klosterhardt gibt es 34 benannte Verkehrsflächen, darunter keinen Platz. Davon befinden sich sechs Straßen nur teilweise im Stadtteil:

Harkortstraße und Im Fuhlenbrock bilden die Grenze zu Fuhlenbrock, die Teutoburger Straße die Grenze zu Rothebusch und Osterfeld-Heide. Die Dinnendahlstraße bildet die Grenze zu Sterkrade-Mitte und führt weiter nach Tackenberg, Antonie- und Elpenbachstraße überqueren ebenfalls den Elpenbach nach Tackenberg.
Durch den Stadtteil verlaufen folgende Landes- und Kreisstraßen:
- Landesstraße 155 auf der Teutoburger Straße (aus Sterkrade-Mitte, weiter in Fuhlenbrock)
- Kreisstraße 9 auf der Elpenbachstraße (aus Tackenberg-Ost, Ende an der L155)
- Kreisstraße 17 auf der Harkortstraße (weiter in Rothebusch)

Einige Straßen sind Teil von Themengruppen. Hierzu gehören:
- Unternehmer und Industrielle mit Bezug zum Ruhrgebiet, im Osten Klosterhardts (insb. in der Jacobisiedlung): Hanielstraße, Harkortstraße, Heinrichstraße, Hugostraße, Huyssenstraße, Jacobistraße, Luegstraße, Wengestraße, Zieglerstraße
- Bezug zu Birken, in der Birkenhofsiedlung: Baststraße, Birkenhof, Birkenstraße, Borkstraße
- Bezug zum Heidegebiet vor der Besiedlung der Klosterhardt, im Westen Klosterhardts: Amselstraße, Buschstraße, Hasenstraße
- Bezug zum Ledigenheim der GHH-Zechen, in der Jacobisiedlung: Heimstraße, Ledigenstraße
- Bezug zur Schlacht am Hartmannswillerkopf: Hartmannsweilerstraße, Vogesenstraße

Außerdem gibt es verteilt über Klosterhardt Straßennamen mit Bezug zu (ehemals) deutschen Mittelgebirgen: Spessartstraße, Teutoburger Straße, Vogesenstraße. Diese Straßennamen bilden eine große Themengruppe mit entsprechenden Straßennamen im nördlicheren Tackenberg-Ost (bspw. Schwarzwaldstraße) und im westlicheren Sterkrade-Mitte (bspw. Westerwaldstraße).

## Übersicht der Straßen und Plätze
Die nachfolgende Tabelle gibt eine Übersicht über die vorhandenen Straßen, Wege und Plätze im Stadtteil sowie einige dazugehörige Informationen.
- Name: aktuelle Bezeichnung der Straße oder des Platzes.
- Länge/Maße in Metern:
- Die in der Übersicht enthaltenen Längenangaben sind gerundete Übersichtswerte, die in Google Earth mit dem dortigen Maßstab ermittelt wurden. Sie dienen Vergleichszwecken und werden, sofern amtliche Werte bekannt sind, ausgetauscht und gesondert gekennzeichnet.
Bei Plätzen sind die Maße in der Form a × b angegeben.
- Der Zusatz im Stadtteil gibt an, dass die Länge die des Straßenabschnitts innerhalb von Klosterhardt ist, sofern die Straße in benachbarte Stadtteile weitergeführt wird.
- Der Zusatz mit Stichstraßen gibt bei verzweigten Straßen die Länge aller Straßenabschnitte zusammen an.
- Der Zusatz (alle Straßenabschnitte zusammen) gibt an, dass die Straße so verwinkelt ist, dass keine „Hauptstraße“ besteht. Stattdessen wird die Länge aller Straßenabschnitte zusammengezählt.
- Herleitung: Ursprung oder Bezug des Namens
- Anmerkungen: zusätzliche Informationen
- Bild: Foto der Straße oder eines anliegenden Objekts

| Name                  | Länge/Maße (in Metern)              | Herleitung                                                                  | Datum der Benennung | Bemerkungen | Bild                                        |
| --------------------- | ----------------------------------- | --------------------------------------------------------------------------- | ------------------- | --- | ------------------------------------------- |
| Amselstraße           | 240                                 | Amsel, Vogelgattung                                                         | 1936                | Die Amselstraße führt von der Teutoburger Straße zur Hasenstraße, hinter der sie als Klosterhardter Straße fortgeführt wird. Einige Straßen in der Umgebung sind in Bezug auf das ehemalig hier gelegene Heidegebiet benannt. |                                             |
| Antoniestraße         | 500 im Stadtteil                    | St.-Antony-Hütte, ehem. Eisenhütte                                          |                     | Die St.-Antony-Hütte in Klosterhardt wurde 1758 als erstes Eisenwerk im Ruhrgebiet gegründet und trägt daher auch den Namen „Wiege der Ruhrindustrie“. Sie ist nach dem heiligen Antonius von Padua benannt. Die Antoniestraße beginnt in Tackenberg und führt südwärts an der Hütte vorbei und dann südwestwärts durch Klosterhardt bis zur Teutoburger Straße, vor der sie als Sackgasse mit Fußgängerverbindung endet. Rund um St.-Antony-Hütte und Antoniestraße befindet sich der bekannte Antoniepark. | St.-Antony-Hütte an der Antoniestraße       |
| Baststraße            | 240                                 | Bast, hier ein Bezug zu den Birken                                          |                     | Die Baststraße führt von der Brohm- zur Harkortstraße. Sie befindet sich in der Birkenhofsiedlung, einer Bergmannssiedlung aus der Zeit nach dem Ersten Weltkrieg, in der alle Straßennamen mit Bezug zu Birken benannt sind. |                                             |
| Birkenhof             | 30                                  | Birken, Baumgattung                                                         |                     | „Birkenhof“ heißt neben dieser kurzen Stichstraße zur Birkenstraße auch die Siedlung, in der sie sich befindet, eine Bergmannssiedlung aus der Zeit nach dem Ersten Weltkrieg. |                                             |
| Birkenstraße          | 700                                 | Birken, Baumgattung                                                         |                     | Die Birkenstraße führt in einem Bogen von der Brohm- zur Klosterhardter Straße. Sie durchquert die Birkenhofsiedlung, eine Bergmannssiedlung aus der Zeit nach dem Ersten Weltkrieg, in der alle Straßennamen mit Bezug zu Birken benannt sind. |                                             |
| Bockmühlenstraße      | 290                                 | Bockmühle, alte Wassermühle                                                 |                     | Die Bockmühle lag früher im Tal des Elpenbachs, von dem sie betrieben wurde, und wurde nach dem Zweiten Weltkrieg, bereits lange nach ihrer Betriebseinstellung, abgerissen. Der Name „Bockmühle“ taucht schon 1805 in einem Verzeichnis auf. Die nach ihr benannte Straße führt von der Teutoburger Straße nordwärts zum Antoniepark, wo sich die Bockmühle früher befand. |                                             |
| Borkstraße            | 240                                 | Borke, Bezug zu Birken                                                      |                     | Die Borkstraße führt von der Teutoburger Straße zur Birkenstraße. Sie durchquert die Birkenhofsiedlung, eine Bergmannssiedlung aus der Zeit nach dem Ersten Weltkrieg, in der alle Straßennamen mit Bezug zu Birken benannt sind. |                                             |
| Brohmstraße           | 200                                 | „Brohm“, altes Wort für Ginster                                             |                     | Die Brohmstraße verbindet Bast- und Teutoburger Straße. Sie ist, wie einige Straßen in der Umgebung, in Bezugnahme auf das ehemalig hier befindliche Heidegebiet benannt. |                                             |
| Buschstraße           | 250                                 | „Busch“, Bezeichnung für Schlagholz                                         |                     | Die Buschstraße wurde in einem Bereich, in dem sich Nieder- und Schlagholz befand, angelegt. Dieser Bereich ist schon auf der Osterfelder Flächennutzungskarte von 1825 bis 1866 eingezeichnet. Sie führt von der Hasen- bis hinter die Amselstraße. |                                             |
| Dinnendahlstraße      | 300 im Stadtteil                    | Franz Dinnendahl, 1775–1826, Pionier der Dampfmaschine                      | 1937                | Franz Dinnendahl erbaute die erste Dampfmaschine für den Bergbau (Zeche Vollmond in Bochum-Langendreer). Diese wurde in Zusammenarbeit mit den Oberhausener Industrieunternehmen St.-Antony-Hütte (in Osterfeld, nahe der Dinnendahlstraße) und Gutehoffnungshütte (in Sterkrade) hergestellt. Die Dinnendahlstraße bildet zwischen Schleifmühlenstraße und Teutoburger Straße die Grenze zwischen den Stadtbezirken Sterkrade und Osterfeld, damit auch zwischen Sterkrade-Mitte und Klosterhardt. Bis 1937 hieß sie im Grenzbereich Teichstraße. |                                             |
| Elpenbachstraße       | 600 im Stadtteil                    | Elpenbach, Bachlauf                                                         | 1936                | Der Elpenbach entspringt im ehemaligen Gelände der Kokerei Jacobi und speiste schon im Mittelalter die Sterkrader Klostermühle. Seit 1754 wurde sein Wasser für den Betrieb der an seinen Ufern gelegenen St.-Antony-Hütte benötigt, seit 1782 auch für die Gutehoffnungshütte. Die Elpenbachstraße quert diesen Bachlauf, der hier die Stadtteilgrenze zu Tackenberg-Ost bildet, und ist daher nach ihm benannt. Bis 1936 hieß sie im Klosterhardter Teil Bachstraße. Sie beginnt in Tackenberg-Ost und durchquert Klosterhardt südwärts bis zur Teutoburger Straße. | Elpenbachstraße                             |
| Hanielstraße          | 300                                 | Franz Haniel junior, 1842–1916, deutscher Unternehmer und Industrieller     |                     | Franz Haniel junior war ein deutscher Unternehmer, der sich aktiv für die Entwicklung der Zeche Franz Haniel, die daher nach ihm benannt wurde, eingesetzt hat. Die Hanielstraße liegt in der 1912 bis 1928 durch die Gutehoffnungshütte erbauten Bergmannssiedlung „Jacobisiedlung“, in der nahezu alle Straßen nach Unternehmern mit Bezug zum Bergbau benannt wurden. Sie führt von der Ziegler- zur Jacobistraße. |                                             |
| Harkortstraße         | 1400                                | Friedrich Harkort, 1793–1880, deutscher Unternehmer und Industrieller       | 1937                | Harkort war ein Industriepionier des Ruhrgebiets und 1848 Mitglied der Frankfurter Nationalversammlung. Die nach ihm benannte Straße führt von der Teutoburger Straße nordwärts bis in den Bottroper Stadtteil Fuhlenbrock, wo sie als Spechtstraße fortgeführt wird. Hier befinden sich der Evangelische Friedhof Osterfeld sowie der Sportplatz des RSV/GA Klosterhardt 1929. Die Harkortstraße hieß bis 1937 im südlichen Teil Fuhlenbrockstraße, im nördlichen Teil Egelbuschstraße. |                                             |
| Hartmannsweilerstraße | 400                                 | Hartmannswillerkopf, Schlachtort im Ersten Weltkrieg                        | 1936                | Die Hartmannsweilerstraße hieß bis 1936 Biefangweg. Sie musste im Rahmen der Eingemeindungen von Osterfeld und Sterkrade nach Oberhausen umbenannt werden. In dieser Umbenennungswelle erhielten viele Straßen den Namen von Schlachtorten oder Kriegsereignissen, weshalb zu vermuten ist, das diese Straße nach der Schlacht am Hartmannswillerkopf benannt ist. Sie führt von der Elpenbachstraße zur Vogesenstraße, die nach dem Gebirge, in dem sich der Hartmannswillerkopf befindet, benannt ist. |                                             |
| Hasenstraße           | 350                                 | Hasen, Säugetiergattung                                                     |                     | Der Name dieser Verbindung zwischen Elpenbach- und Antoniestraße erinnert an das Heidegebiet, das sich vor der Besiedlung auf der Klosterhardt befand. |                                             |
| Heimstraße            | 55                                  | Bezug zum Ledigenheim der GHH-Zechen                                        |                     | Zwischen Heim- und Ledigenstraße befindet sich das ehemalige Ledigenheim der Zechen der Gutehoffnungshütte, in der ledige Bergleute untergebracht waren. Die Straßen befinden sich in der 1912 bis 1928 errichteten „Jacobisiedlung“, sie verbinden Huyssen- und Teutoburger Straße. |                                             |
| Heinrichstraße        | 200                                 | Heinrich Arnold Huyssen, 1779–1870, deutscher Unternehmer und Industrieller |                     | Heinrich Huyssen war ein Bergbaupionier des Ruhrgebiets. Die Heinrichstraße liegt wie die ebenfalls nach ihm benannte Huyssenstraße in der 1912 bis 1928 durch die Gutehoffnungshütte erbauten Bergmannssiedlung „Jacobisiedlung“, in der nahezu alle Straßen nach Unternehmern mit Bezug zum Bergbau benannt wurden. Sie verbindet Jacobi- und Teutoburger Straße. |                                             |
| Hugostraße            | 400                                 | Hugo Haniel, 1810–1893, deutscher Unternehmer und Industrieller             |                     | Hugo Haniel, Sohn von Franz Haniel senior und Vater von Franz Haniel junior, war ein Förderer des Bergbaus im Ruhrgebiet. Die nach ihm benannte Straße liegt in der 1912 bis 1928 durch die Gutehoffnungshütte erbauten Bergmannssiedlung „Jacobisiedlung“, in der nahezu alle Straßen nach Unternehmern mit Bezug zum Bergbau benannt wurden. Sie führt von der Teutoburger Straße bogenförmig zur Zieglerstraße. |                                             |
| Huyssenstraße         | 650                                 | Heinrich Arnold Huyssen, 1779–1870, deutscher Unternehmer und Industrieller |                     | Heinrich Huyssen war ein Bergbaupionier des Ruhrgebiets. Die Huyssenstraße liegt wie die ebenfalls nach ihm benannte Heinrichstraße in der 1912 bis 1928 durch die Gutehoffnungshütte erbauten Bergmannssiedlung „Jacobisiedlung“, in der nahezu alle Straßen nach Unternehmern mit Bezug zum Bergbau benannt wurden. Sie durchquert die Siedlung von der Hugostraße an westwärts bis zur Straße Im Fuhlenbrock. |                                             |
| Im Fuhlenbrock        | 450 im Stadtteil                    | Fuhlenbrock, Stadtteil von Bottrop                                          |                     | Diese Straße bildet die Grenze zum Bottroper Stadtteil Fuhlenbrock und ist daher nach diesem benannt. Sie beginnt an der Teutoburger Straße als Verlängerung der Siepenstraße nordwärts, bis sie Klosterhardt verlässt. Die östliche Straßenhälfte gehört durchgängig zu Fuhlenbrock. Früher hieß die Straße Waldstraße. Hier befindet sich die große Sportanlage Jacobi. |                                             |
| Jacobistraße          | 510 alle Straßenabschnitte zusammen | Gottlob Jacobi, 1770–1823, deutscher Unternehmer und Industrieller          |                     | Gottlob Jacobi war Hüttenvorsteher der Hütte „Neu-Essen“, die der Äbtissin von Essen gehörte. 1795 erwarb er für die Äbtissin die St.-Antony-Hütte in Klosterhardt. 1808 wurde er Mitbegründer der „Hüttengewerkschaft Jacobi, Haniel und Huyssen“. Nach ihm wurde die 1912 bis 1913 abgeteufte und 1974 stillgelegte Zeche Jacobi benannt, die sich an dieser Straße befand, so wie die hier errichtete Bergmannssiedlung „Jacobisiedlung“. Die Jacobistraße liegt im Osten dieser Siedlung, deren Straßen allesamt nach Industriepionieren des Ruhrgebiets benannt sind, und führt dort von der Heinrichstraße zur Straße Im Fuhlenbrock, ihr ist ebenfalls eine Verbindung von der Huyssenstraße zum Rest der Jacobistraße zugeordnet. Auch die Grundschule der Siedlung, die an der Teutoburger Straße liegt, trägt den gleichen Namen („Jacobischule“), ebenso wie die nördlich der Jacobistraße gelegene Sportanlage „Jacobi“ und das nördlich der Straße gelegene Golfcenter „Jacobi“. |                                             |
| Kleine Straße         | 180                                 | kleine Straße                                                               |                     | Die Kleine Straße ist zwar nicht auffällig klein, aber doch kleiner als die sie umgebenden Straßen. Sie führt parallel zur Schmalen Straße als Stichstraße von der Hartmannsweilerstraße nordwärts zum Friedhof der katholischen Kirchengemeinde St. Franziskus. |                                             |
| Klosterhardter Straße | 850                                 | nach Klosterhardt selbst benannt                                            |                     | Die Klosterhardter Straße ist nach Klosterhardt selbst benannt, da sie den alten Kern dieses Stadtteils durchquert: sie führt von der Hasenstraße ostwärts bis zur Vogesenstraße, von da aus als Fußwegverbindung zur Harkortstraße. Hier befindet sich die 1913 bis 1915 errichtete katholische Kirche St. Antonius, deren Gemeinde seit 2007 mit den Gemeinden der „Heidekirche“ St. Josef und der Tackenberger Jakobuskirche den Pfarrbezirk St. Franziskus innerhalb der Osterfelder Propstei St. Pankratius bildet. | Antoniuskirche an der Klosterhardter Straße |
| Ledigenstraße         | 60                                  | Bezug zum Ledigenheim der GHH-Zechen                                        |                     | Zwischen Heim- und Ledigenstraße befindet sich das ehemalige Ledigenheim der Zechen der Gutehoffnungshütte, in der ledige Bergleute untergebracht waren. Die Straßen befinden sich in der 1912 bis 1928 errichteten „Jacobisiedlung“, sie verbinden Huyssen- und Teutoburger Straße. |                                             |
| Luegstraße            | 60                                  | Wilhelm Lueg, 1792–1864, deutscher Unternehmer und Industrieller            |                     | Lueg war ein Industriepionier im Ruhrgebiet und leitete drei Eisenhütten. Zudem war er Lehrer von Gottlob Jacobi. Die nach ihm benannte Straße liegt in der 1912 bis 1928 durch die Gutehoffnungshütte erbauten Bergmannssiedlung „Jacobisiedlung“, in der nahezu alle Straßen nach Unternehmern mit Bezug zum Bergbau benannt wurden. Sie bildet eine kurze Verbindung zwischen Huyssen- und Teutoburger Straße. |                                             |
| Memelstraße           | 120                                 | Memel, ehem. deutsche Stadt                                                 |                     | Die Memelstraße verbindet bogenförmig Hasen- und Klosterhardter Straße, direkt an der Antoniuskirche. Sie ist nach der ehemaligen deutschen Stadt benannt, die heute unter dem Namen Klaipėda zu Litauen gehört. |                                             |
| Schleifmühlenstraße   | 210                                 | ehem. Holzschleifmühle                                                      |                     | Im Jahr 1820 wurde die Eisenproduktion von der St.-Antony-Hütte in Klosterhardt komplett zur Gutehoffnungshütte in Sterkrade verlagert. An der St.-Antony-Hütte wurde eine Papierfabrik errichtet, zu der eine Holzschleifmühle zählte, die das Holz von der Rinde trennt. Nach dieser Schleifmühle, und offensichtlich in Anlehnung an die benachbarte Bockmühlenstraße, wurde die Schleifmühlenstraße benannt, die Dinnendahl- und Bockmühlenstraße direkt am Antoniepark miteinander verbindet. Bereits 1827 wurde die Papierfabrik aufgegeben und der Hochofen wieder in Betrieb genommen. |                                             |
| Schmale Straße        | 120                                 | schmale Straße                                                              |                     | Die Schmale Straße ist eine tatsächlich schmale Stichstraße zur Hartmannsweilerstraße, parallel zur Kleinen Straße. |                                             |
| Spessartstraße        | 150                                 | Spessart, Mittelgebirge in Bayern und Hessen                                |                     | Die Spessartstraße verbindet bogenförmig Elpenbach- und Klosterhardter Straße. Einige Straßen in der Umgebung, im südöstlichen Sterkrade und nordwestlichen Osterfeld, sind nach deutschen und ehemals deutschen Mittelgebirgen benannt. |                                             |
| Teutoburger Straße    | 1700 im Stadtteil                   | Teutoburger Wald, Mittelgebirge in Nordrhein-Westfalen                      | 1936                | Einige Straßen in der Umgebung, im südöstlichen Sterkrade und nordwestlichen Osterfeld, sind nach Mittelgebirgen benannt, so auch die Teutoburger Straße, die von Sterkrade-Mitte ostwärts durch Tackenberg bis nach Klosterhardt führt, wo sie an der Stadtgrenze zu Bottrop endet. In Bottrop wird sie als Sterkrader Straße fortgesetzt. Dem Teutoburger Wald kommt unter den Mittelgebirgen eine besondere Bedeutung zu, da dort Arminius im Jahr 9 nach Christus ein römisches Herr unter Varus besiegte. Außerdem finden sich im Teutoburger Wald die Externsteine. Die Teutoburger Straße hieß auf Osterfelder Gebiet bis 1936 Breitestraße. Die Straße bildet die südliche Grenze der Klosterhardt zu Osterfeld-Heide und Rothebusch. Hier befindet sich die 1914 eingerichtete Jacobischule. |                                             |
| Turnplatzstraße       | 150                                 | Bezug zu einem Turnvater-Jahn-Denkmal                                       |                     | Die Turnplatzstraße liegt in der 1912 bis 1928 für Bergleute der Gutehoffnungshütte errichteten „Jacobisiedlung“. Sie führt von der Hanielstraße zur Teutoburger Straße und liegt zwar nicht direkt an, aber doch nahe der großen Sportanlage Jacobi. Zudem befand sich hier früher ein Denkmal für Turnvater Jahn; in Anlehnung daran wurde sie benannt. |                                             |
| Vogesenstraße         | 550                                 | Vogesen, Mittelgebirge in Ostfrankreich                                     | 1936                | Einige Straßen in der Umgebung, im südöstlichen Sterkrade und nordwestlichen Osterfeld, sind nach Mittelgebirgen benannt, so auch die Vogesenstraße. Es besteht zudem ein Bezug zur angrenzenden Hartmannsweilerstraße, die nach einem Berg in den Vogesen benannt ist. Die Vogesenstraße führt von der Harkortstraße nordwärts und endet hinter der Hartmannsweilerstraße als Sackgasse. Bis 1936 hieß sie Hardtstraße. |                                             |
| Wengestraße           | 150                                 | Franz von der Wenge, 1707–1788, deutscher Unternehmer und Industriepionier  | 1933                | Domherr Franz Freiherr von Wenge war der Gründer der St.-Antony-Hütte, der Wiege der Ruhrindustrie. Die nach ihm benannte Straße liegt im äußersten Nordosten Klosterhardts, an der Schwarzwaldstraße und der Sportanlage des RSV/GA Klosterhardt. Sie hieß bis 1933 Bogenstraße. |                                             |
| Zieglerstraße         | 110                                 | Gottfried Ziegler, 1840–1922, deutscher Industrieller                       |                     | Ziegler war ein Kommerzienrat, der sich um die Gutehoffnungshütte verdient gemacht hat und dafür 1908 zum Oberhausener Ehrenbürger ernannt wurde. Die nach ihm benannte Straße liegt in der 1912 bis 1928 durch die Gutehoffnungshütte erbauten Bergmannssiedlung „Jacobisiedlung“, in der nahezu alle Straßen nach Unternehmern mit Bezug zum Bergbau benannt wurden. Sie führt von der Huyssen- bis hinter die Hanielstraße. |                                             |

## Liste nicht mehr vorhandener Straßen
| Name              | von | bis  | umbenannt in (aktuell)  | Herleitung                                                   | Bemerkungen                                                                                                  |
| ----------------- | --- | ---- | ----------------------- | ------------------------------------------------------------ | --- |
| Bachstraße        |     | 1936 | → Elpenbachstraße       | Elpenbach, Bachlauf                                          | 1936 wurde die Bachstraße mit der Tackenberger Teilungsstraße zur Elpenbachstraße zusammengefasst.           |
| Biefangweg        |     | 1936 | → Hartmannsweilerstraße | Biefang, alte Flurbezeichnung                                | Der Name Biefang für den Bereich, in dem diese Straße liegt, tauchte schon 1825 im Osterfelder Kataster auf. |
| Bogenstraße       |     | 1933 | → Wengestraße           | bogenförmiger Straßenverlauf                                 | |
| Breitestraße      |     | 1936 | → Teutoburger Straße    | breiter Straßenausbau im Vergleich zu den umgebenden Straßen | |
| Egelbuschstraße   |     | 1937 | → Harkortstraße         | Heinrich Egelbusch, Hofbesitzer                              | 1937 wurde die Egelbuschstraße mit der nördlich gelegenen Fuhlenbrockstraße zusammengefasst.                 |
| Fuhlenbrockstraße |     | 1937 | → Harkortstraße         | Fuhlenbrock, Stadtteil von Bottrop                           | 1937 wurde die Fuhlenbrockstraße mit der nördlich gelegenen Egelbuschstraße zusammengefasst.                 |
| Hardtstraße       |     | 1934 | → Vogesenstraße         | nach Klosterhardt selbst benannt                             | Der Namensbestandteil „Hardt“ bedeutet „Höhe“.                                                               |
| Teichstraße       |     | 1937 | → Dinnendahlstraße      | ehem. Teich des Elpenbachs im „Bronkhorstfeld“               | |
| Waldstraße        |     |      | → Im Fuhlenbrock        | Köllnischer Wald                                             | Die Waldstraße führte im weiteren Verlauf in den Köllnischen Wald.                                           |